# Туристичка организација Општине Жагубица
| Туристичка организација Општине Жагубица |                                    |
|                                          |                                    |
| Оснивач:                                 | Општина Жагубица                   |
| Основана:                                |                                    |
| Седиште:                                 | Краља Милана 25, · Жагубица Србија |
| Веб презентација                         | ТОО Жагубица                       |
| Контакт:                                 | 012/7643-657                       |

Туристичка организација Општине Жагубица је једна од јавних установа општине Жагубица, која је и оснивач.
Туристичка организација је основана са циљем унапређивања туризма у општини, побољшања услова за прихват и боравак туриста, подизања нивоа квалитета туристичких садржаја, организовање манифестација, промоције традиционалних вредности и обављања туристичке информативно-промотивне делатности.
Туристичка организација обавештава јавност о свом раду преко програма и планова рада и путем седница органа организације, а средства за остваривање своје делатности остварује из средстава буџета општине, из сопствених прихода, од спонзорстава и донација.